# Estación de El Barco de Valdeorras
El Barco de Valdeorras (en gallego, y oficialmente según Adif, O Barco de Valdeorras) es una estación ferroviaria situada en la localidad española de El Barco de Valdeorras en la provincia de Orense, comunidad autónoma de Galicia. Dispone de servicios de Larga y Media Distancia operados por Renfe.

## Situación ferroviaria
Las instalaciones se encuentran situadas en el punto kilométrico 297,610 de la línea férrea de ancho ibérico León-La Coruña, a 324 metros de altitud sobre el nivel del mar, entre las estaciones de Villamartín de Valdeorras y de Sobradelo. El tramo es de vía única y está electrificado.

## Historia
La estación fue abierta al tráfico el 4 de septiembre de 1883 con la puesta en marcha del tramo Oural-Toral de los Vados de la línea que pretendía unir Palencia con La Coruña. Las obras corrieron a cargo de la Compañía de los Ferrocarriles de Asturias, Galicia y León o AGL creada para continuar con los proyectos iniciados por la Compañía del Ferrocarril del Noroeste de España y gestionar sus líneas. En 1885, la mala situación financiera de AGL tuvo como consecuencia su absorción por parte de Norte. En 1941, la nacionalización del ferrocarril en España supuso la desaparición de esta última y su integración en la recién creada RENFE. 
Desde el 31 de diciembre de 2004 Renfe Operadora explota la línea mientras que Adif es la titular de las instalaciones ferroviarias.

## Servicios ferroviarios

### Larga Distancia
La estación dispone esencialmente de servicios de Larga Distancia de corte transversal entre Galicia y Cataluña. Anteriormente, el Trenhotel Atlántico permitía una conexión entre Madrid y el norte de Galicia.

### Media Distancia
Los servicios de Media Distancia de Renfe que tienen parada en la estación enlazan El Barco con las ciudades de Ponferrada, León, Monforte de Lemos, Orense y Vigo.